# Liêm Hoang-Ngoc
Pour les articles homonymes, voir Hoang.
Liêm Hoang-Ngoc, né le 11 décembre 1964 à Saïgon, est un économiste et homme politique français.
Elu député européen du Parti socialiste en 2009, il entre en désaccord avec la politique du gouvernement de Manuel Valls formé en 2014, et crée une formation politique se voulant en dialogue avec le reste de la gauche, Nouvelle Gauche socialiste.
En décembre 2015, il est élu conseiller régional d'Occitanie lors de la fusion de sa liste avec celle menée par Carole Delga, présidente socialiste de la région.
Il rejoint en 2016 La France Insoumise avec laquelle il est deux ans plus tard en désaccord sur la ligne politique européenne et sur la composition de la liste présentée aux élections de 2019.
Lors de la présidentielle de 2022, il se rapproche du candidat d’Arnaud Montebourg, ex-ministre de l’économie socialiste puis annonce en juin 2024, lors de la création du Nouveau front populaire, son retour au Parti socialiste, sur BFM Business et dans une tribune publiée dans le journal Libération.

## Biographie

### Jeunesse et études
Né à Saïgon, Liêm Hoang-Ngoc arrive en France en 1968 avec ses parents qui s’installent à Amiens.
Après des études secondaires au lycée Louis-Thuillier d'Amiens, il intègre l'université de Picardie puis l'université Panthéon-Sorbonne où il obtient un doctorat en sciences économiques (1994).
Il soutient sa thèse d'habilitation à diriger des recherches en 2003.

### Parcours professionnel
Il obtient en 1990 le prix Jacques Tymen de l'Association d'économie sociale.
Entre 1992 et 1994, il est chercheur à l'Institut de recherches économiques et sociales. Maître de conférences à l'université Panthéon-Sorbonne en 1994, il intègre le laboratoire Matisse (unité mixte de recherche du Centre d'économie de la Sorbonne, Paris I - CNRS).
En 1996, il est l'un des initiateurs de l'« appel des économistes pour sortir de la pensée unique » puis fondateur de la revue Pétition en 1998 et co-fondateur de l’association ATTAC, et membre de son conseil scientifique, au moment de la contestation du référendum de 2005 sur le  traité constitutionnel européen.
En 2008, il fait partie des animateurs du club de pensée « La Forge », initié par Noël Mamère et Benoît Hamon. Chroniqueur économique sur France Inter, il est en 2000 membre de la mission interministérielle pour la célébration de la loi de 1901.

### Parcours politique

#### Ascension au Parti socialiste

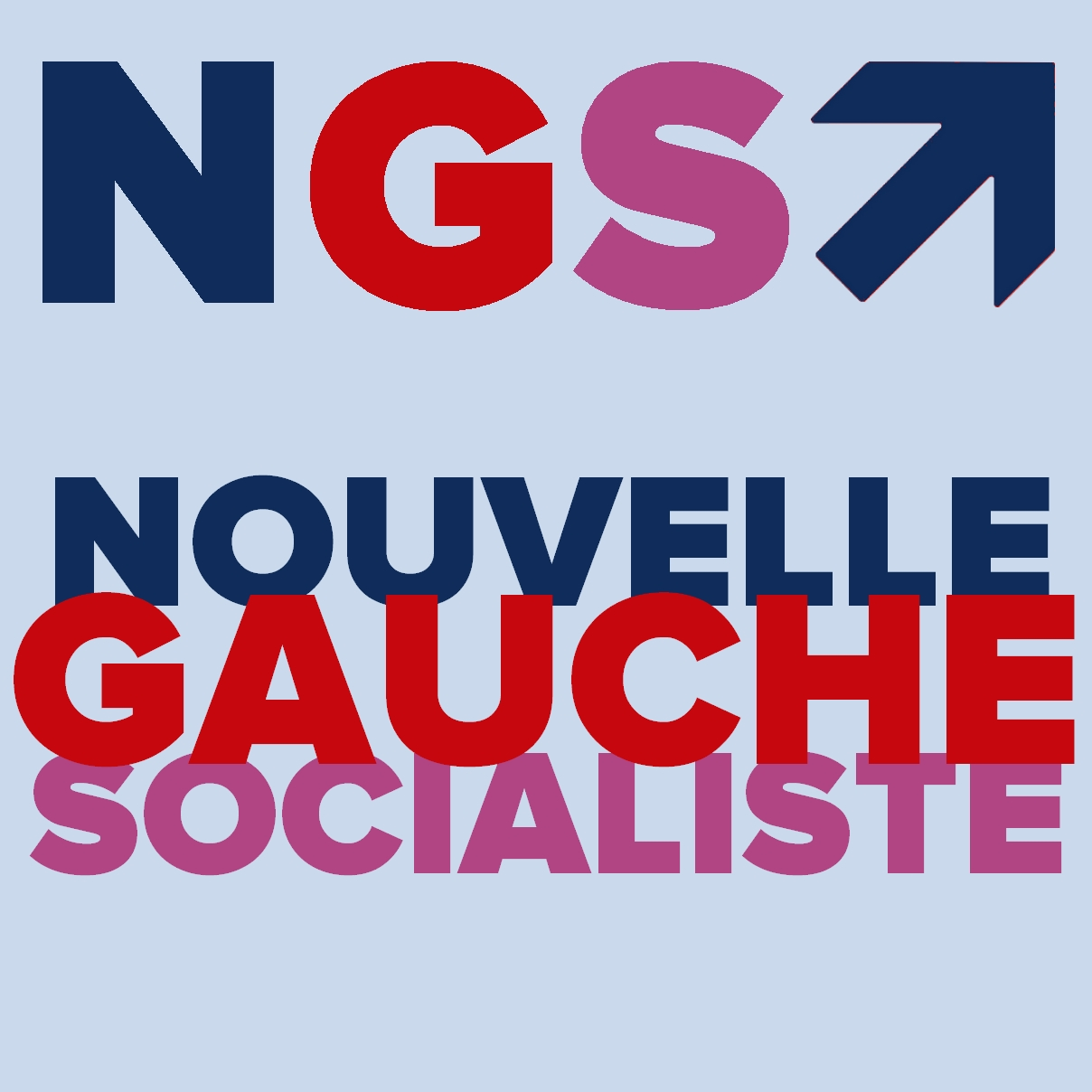
Logo de la Nouvelle Gauche socialiste

Engagé en politique au Parti socialiste, proche d'Henri Emmanuelli, il est cofondateur du club Démocratie-Égalité (2001), puis secrétaire général du courant Nouveau Monde (2002) et entre au conseil national du parti en 2003.
Secrétaire national adjoint à l'économie du Parti socialiste de 2008 à 2012 et membre du bureau national du parti à partir de 2012, jusqu'à sa démission en 2015.

#### Député européen
Il est député européen socialiste le 7 juin 2009 puis siège à Bruxelles au sein de la commission des affaires économiques et monétaires, de la délégation pour les relations avec les pays de l'Asie du Sud-Est et de l'Association des nations de l'Asie du Sud-Est, Il est par ailleurs membre suppléant de la commission du marché intérieur et de la protection des consommateurs.
Représentant élu du Parlement européen au Comité consultatif européen de la statistique en 2013 et en 2014, il est l'un des eurodéputés français les plus actifs. Lors des élections européennes de 2014, il ne se représente pas, n'étant pas investi par le PS qui lui préfère Emmanuel Maurel.

#### Fondation de la NGS
Il fonde avec Philippe Marlière le « club des socialistes affligés » le 7 juin 2014. Faisant le constat de l'échec des « frondeurs » du PS à infléchir la politique économique du président de la République François Hollande, il lance un nouveau parti, la Nouvelle gauche socialiste (NGS), en espérant former une coalition avec « les déçus du PS et ouvrir immédiatement le dialogue avec le Front de gauche, le mouvement écologique et la gauche radicale, tous ceux qui se battent aujourd'hui contre la politique libérale appliquée par le gouvernement,. »
Lors des élections régionales de 2015 en Languedoc-Roussillon-Midi-Pyrénées, il est candidat au premier tour sur la liste « Nouveau monde en commun » dirigée par Gérard Onesta, puis élu au second sur la nouvelle liste menée par Carole Delga (fusionnée avec « Nouveau monde en commun »). Au début de la mandature, lui et les autres représentants de la Nouvelle gauche socialiste se désolidarisent de la majorité régionale,.

#### Jonction avec la France insoumise
Il rejoint le mouvement de La France insoumise et soutient Jean-Luc Mélenchon pour l'élection présidentielle de 2017. Il est candidat aux élections législatives de 2017 dans la Haute-Garonne (4e circonscription), pour La France insoumise. Il est en ballotage au premier tour avec 21,02 % des voix, en 2e position, et il est battu au 2e tour avec 48,09 % des voix.
En juillet 2018, il suspend la participation de son groupe, "Les Socialistes insoumis", à La France insoumise, pour protester contre la ligne politique européenne et la composition de la liste du mouvement pour les prochaines élections européennes, dans laquelle les places éligibles sont uniquement occupées par des proches de Mélenchon.
"Les Socialistes insoumis" déplorent à cette occasion que la liste prévue « écarte les candidats les plus compétents pour mener le très dur combat qui s’annonce sur le terrain spécifique et fondamental de la politique économique ».
Le mois suivant, dans une tribune  dans Le Monde, il demande à Jean-Luc Mélenchon de « clarifier ses discours » sur ce qu'il estime être devenueune « posture désinvolte et inoffensive à l’endroit de l’Europe », suite à une campagne présidentielle de 2017, où « aucune évaluation d’une sortie de l’euro n’était commandée par le candidat », alors que ce "Plan B" était depuis 2012 son outil principal, sous forme d'alternative possible, pour renforcer son "Plan A" de changement de la politique dans l'euro. Au passage, il dénonce « l’unique obsession du tribun de LFI : asseoir son hégémonie sur ce qu’il reste de son ancien camp ».

#### Jonction avec Arnaud Montebourg et retour au PS
Il participe à la campagne d'Arnaud Montebourg pour l'élection présidentielle de 2022,. Après le retrait de ce dernier, Liêm Hoang-Ngoc et la Nouvelle Gauche socialiste soutiennent la candidature communiste de Fabien Roussel,. En avril 2022, la NGS participe à la formation de la Fédération de la gauche républicaine, aux côtés des chevènementistes du Mouvement républicain et citoyen (MRC), de la Gauche républicaine et socialiste, de L’Engagement (Mouvement présidé par Arnaud Montebourg) ainsi que des Les Radicaux de Gauche (LRDG), scission du PRG.
En juin 2024, Liêm Hoang-Ngoc et la Nouvelle Gauche Socialiste annoncent leur retour au Parti socialiste sur le plateau de BFM Business et dans une tribune publiée dans le journal Libération.

## Parcours dans les médias
En 2008 il a été chroniqueur économique sur France Inter, en binôme avec Bernard Maris, chroniqueur de Charlie-Hebdo, pour la rubrique de 6 h 50 « l’autre économie ».
Il a par ailleurs contribué  à partir de 2003 à la rubrique « à contre-courant » de Politis et publié des tribunes libres dans des hebdomadaires et dans plusieurs quotidiens nationaux, appelant à 
une réforme fiscale 
,,.

## Principales contributions

### Post-keynésianisme et courbe de Philips
Les travaux de Liêm Hoang-Ngoc proposent une lecture post-keynésienne de la réalité économique. Ils portent notamment sur les effets macroéconomiques de la répartition des revenus.
Dans Le Fabuleux Destin de la courbe de Phillips (2007), Liêm Hoang-Ngoc défend avec Marc Lavoie une interprétation post-keynésienne de l’inflation et du chômage. La relation inverse entre l’inflation et le chômage, mise en évidence par Phillips en 1958, puis Samuelson et Solow en 1960, comporterait un plateau,. Dans une fourchette donnée de taux d’utilisation des capacités de production encadrant le taux normal (estimé à 85 %), les fluctuations du chômage ne produiraient pas d’effet sur l’inflation. La baisse du chômage ne créerait de l’inflation qu’au-delà d’un certain taux d’utilisation des capacités de production. Symétriquement, la hausse du chômage serait déflationniste en dessous d’un certain taux.

### Crise des subprimes
Dans Sous la crise, la répartition des revenus (2009), il propose une lecture de la crise des subprimes à partir d’un modèle néo-kaleckien,,. Il considère que, sous ses aspects financiers, la crise de 2008 est avant tout due à l’évolution inégalitaire de la répartition des revenus, intervenue au sein du capitalisme financier. La dynamique de l’économie est dès lors devenue tributaire du surendettement privé et public.

### Question fiscale
Dans Il faut faire payer les riches (publié avec Vincent Drezet en 2010), les auteurs explorent quelques scénarios de fusion de l'impôt sur le revenu et de la CSG. L'assiette de la CSG est la plus large qui soit parce qu’elle concerne tous les revenus. Elle est individualisée et ne comporte pas de niches fiscales. La fusion peut consister à greffer sur l'assiette de la CSG un barème progressif, afin de financer les dépenses à caractère universel selon le principe de la faculté contributive du citoyen. La politique familiale ne passe plus, dans ce scénario, par le canal du quotient familial, mais par un crédit d'impôt universel et forfaitaire par enfant. Liêm Hoang-Ngoc et Vincent Drezet montrent que cet impôt sur les flux (le revenu) ne suffit pas à freiner l'accumulation de la rente, s'il n'est pas complété par un impôt sur le stock de patrimoine des individus.[réf. nécessaire] Les auteurs justifient ainsi l'existence d'impôts sur le patrimoine, dont l'impôt de solidarité sur la fortune (ISF) est la version française. Ils discutent de l’assiette et du barème d'un futur impôt général sur le patrimoine.

### Épistémologie de l'économie
Liêm Hoang-Ngoc questionne également le statut de science dure parfois attribué à une science économique réputée neutre de tout jugement de valeur. Dans Les Théories économiques, petit manuel hétérodoxe(2011), il remet en cause les présentations orthodoxes de la pensée économique et propose une histoire hétérodoxe des théories économiques, des classiques à nos jours, en mettant en exergue leurs implications politiques et leur fonction idéologique.

### Critiques de la Troïka et de l'Union européenne
Liêm Hoang Ngoc est le co-auteur du rapport d’enquête adopté le 13 mars 2014 par le Parlement européen sur l'action de la Troïka (composée de la Banque centrale européenne (BCE), la Commission européenne et le Fonds monétaire international) mise sur pied par les États de la zone euro pour traiter la crise de la dette souveraine en Irlande, en Grèce, au Portugal et à Chypre.
Dans Les Mystères de la Troïka (2014), il met en exergue les controverses que l'intervention de la Troïka a suscitées. Selon lui, l'action de la Troïka ne repose pas sur des bases juridiques solides et pose un problème de légitimité démocratique d'autant plus aigu que de nombreux désaccords sont apparus au sein-même de la Troïka. Ces différends ont notamment porté sur la nécessité d'une restructuration de la dette grecque dès 2010 (la restructuration n'aura lieu qu’en 2012) afin d'éviter une consolidation budgétaire trop brutale et favoriser la reprise de la croissance, sans laquelle le désendettement est impossible. Cette ligne, défendue par le FMI, fut rejetée par certains États et par la BCE. Différents avis se sont également exprimés lorsque, sous l’influence de la BCE, les intérêts des détenteurs seniors d'obligations ont été épargnés lors de la restructuration du secteur bancaire irlandais, dont le renflouement a essentiellement pesé sur le contribuable. Non seulement ces différends n’ont été tranchés dans aucune instance communautaire, de plus, le bilan de la Troïka est mitigé. Les pays sous programme parviennent peu à peu à accéder à nouveau au financement de leur dette souveraine par émission de titres sur le marché, mais les facteurs d’instabilité macroéconomique, présents lorsque l’assistance financière fut demandée, se sont exacerbés : la croissance tardait à revenir ou restait inférieure au taux d'intérêt de la dette. Dans les quatre pays sous programme, la réduction des déficits s'est dès lors accompagnée d’une montée continue des taux d'endettement.

### Evaluation de la part des dépenses publiques dans le PIB et de leur impact macroéconomique
- Si vous ne connaissez pas le sujet, laissez ce bandeau (vous pouvez alors contacter les auteurs).
- Si vous supprimez le contenu mis en cause (vous pouvez préalablement contacter les auteurs),

argumentez précisément cette suppression dans la page de discussion
(un manque de référence n'est pas un argument ; une recherche réelle de référence doit avoir été effectuée, être formellement documentée).
Dans Vive la dépense publique ! (publié en 2021 avec Bruno Tinel, H&O), les auteurs discutent la pertinence de l’indicateur officiellement utilisé par les institutions internationales pour mesurer la part des dépenses publiques dans le PIB et selon lequel le poids de la dépense publique en France serait de 57% du PIB. Cet indicateur sous-entend que plus de la moitié de l’économie est administrée et que la part laissée à la libre-entreprise serait réduite à 43%. Or la méthode avec laquelle cet indicateur est calculé est erronée et déroge aux canons-mêmes de la comptabilité nationale. Calculée avec la même méthode, la dépense privée représenterait en effet 260% du PIB - et non 43%.[réf. nécessaire]
Les auteurs proposent de construire un indicateur qui obéit rigoureusement aux canons de la comptabilité nationale. Celui-ci rapporte au PIB la Demande des administrations publiques (État, administration centrale, administrations publiques locales, administrations de sécurité sociale obligatoire), dont les deux composantes sont la Consommation finale et l’Investissement des administrations publiques. Leur total ne dépasse alors pas 27% du PIB. Ce « poids » de 27% est certes plus important que dans d’autres pays, en raison des choix de société propres à la France où l’État social est relativement fort, mais les écarts avec ses partenaires sont minimes.[réf. nécessaire]
Liêm Hoang-Ngoc et Bruno Tinel confrontent ensuite les modèles tentant d’évaluer l’impact macroéconomique des dépenses publiques. D’un côté les théories de l’« effet d’viction et les modèles « d’équivalence ricardienne » considèrent que l’effet multiplicateur de la dépense publique sur le PIB est nul ou négatif. Ils sont mobilisés pour justifier les politiques de consolidation budgétaire. De l’autre, les modèles keynésiens se sont développés autour de l’idée que le multiplicateur est endogène au cycle économique : sa valeur est forte en bas du cycle et s’estompe à mesure que l’économie s’approche du plein-emploi. Ils sont l’apanage des économistes soutenant la pertinence des politiques anti-cycliques. Les réévaluations empiriques des multiplicateurs faites par l’équipe de l’ex-économiste en chef du FMI, Olivier Blanchard, tendent à corroborer la validité de la seconde catégorie de modèles.

## Publications
- Salaires et emploi, une critique de la pensée unique, Syros, 1996 (ISBN 978-2-84146-296-4)
- La Facture sociale. Sommes-nous condamnés au libéralisme ?, Arléa, 1998 (ISBN 978-2-86959-398-5)
- Politiques économiques, Éditions Montchrestien, 2000 (ISBN 978-2-7076-1025-6)
- Les Politiques de l'emploi, Le Seuil, 2000 (ISBN 978-2-02-039619-6)
- Refermons la parenthèse libérale !, Éditions La Dispute, 2005 (ISBN 978-2-84303-115-1)
- Vive l'impôt !, Grasset, 2007 (ISBN 978-2-246-70741-7)
- Le Fabuleux Destin de la courbe de Phillips (postface Marc Lavoie), Presses universitaires du Septentrion, 2007 (ISBN 978-2-85939-891-0)
- 10+1 questions à Liêm Hoang-Ngoc sur la dette, Éditions Michalon, 2007 (ISBN 978-2-84186-415-7)
- Sarkonomics, Grasset, 2008 (ISBN 978-2-246-73231-0)
- Sous la crise, la répartition des revenus, Éditions La Dispute, 2009 (ISBN 978-2-84303-180-9)
- Il faut faire payer les riches, Le Seuil, 2010 (ISBN 978-2-02-102674-0)
- Les « politiques de sortie » face aux déséquilibres macroéconomiques en Europe, Éditions La Dispute, 2011 (ISBN 978-2-84303-205-9)
- Les Théories économiques, petit manuel hétérodoxe, Éditions La Dispute, 2011 (ISBN 978-2-84303-225-7)
- Les Mystères de la Troïka, Éditions du Croquant, 2014 (ISBN 978-2-36512-054-8), préface de Frédéric Lebaron
- La gauche ne doit pas mourir ! Le manifeste des socialistes affligés, Les Liens qui libèrent, 2014 (ISBN 979-10-209-0163-7)
- Un insoumis devrait dire ça…, Éditions du Cerf, 2017 (ISBN 978-2-204-12072-2)
- Fiches d’économie du travail et des politiques de l’emploi, Paris, Ellipses, 2021
- Vive la dépense publique. Changeons l’économie quoi qu’il en coûte ! (avec Bruno Tinel), Saint-Martin-de-Londres, H&O, 2021
- Petit manuel critique des théories économiques, Paris, La Dispute, 2022
- L’Europe, ennemie de la République ?, Paris, PUF, 2024